# Grecia en los Juegos Olímpicos de Londres 1948
Grecia estuvo representada en los Juegos Olímpicos de Londres 1948 por un total de 61 deportistas que compitieron en 10 deportes.  
El portador de la bandera en la ceremonia de apertura fue el regatista Yeoryios Kalambokidis. El equipo olímpico griego no obtuvo ninguna medalla en estos Juegos.